# San Sebastián Nicananduta
San Sebastián Nicananduta es una localidad del estado mexicano de Oaxaca. Es cabecera del municipio de San Sebastián Nicananduta.

## Demografía
| Censo | Población |
| ----- | --------- |
| 1900  | 776       |
| 1910  | 681       |
| 1921  | 828       |
| 1930  | 855       |
| 1940  | 987       |
| 1950  | 1171      |
| 1960  | 1191      |
| 1970  | 1286      |
| 1980  | 1409      |
| 1990  | 1751      |
| 1995  | 1474      |
| 2000  | 1489      |
| 2005  | 1289      |
| 2010  | 1346      |
| 2020  | 1425      |